# 王毅 (金朝)
王毅（12世纪—1214年），大兴府（今北京市）人，金朝大臣。
王毅中经义进士，官至东明（今山东省东明县）县令。贞祐二年（1214年），东明被蒙古军所围，王毅率民兵愿战的数百人拒守。城破，王毅依然率众抗战，力尽被擒，与县人王八等四人一起被赶到城外。蒙古先杀二人，王八马上前跪将要投降，王毅用脚踢他，厉声道：“忠臣不佐二主，你要投降吗！”赶着王毅的人用刀砍他的腿，王毅不屈而死。金朝赠他为曹州刺史。